# 鍋島直庸
鍋島 直庸（なべしま なおつね、1879年4月16日 - 1962年12月15日）は、大正時代から昭和時代にかけての実業家、華族（子爵）。小城鍋島家二代目当主。

## 経歴
1879年（明治12年）4月、肥前小城藩の第11代藩主である鍋島直虎の長男として生まれる。学習院を卒業、宮内省主猟官を勤めた後に退職。1925年（大正14年）に家督を相続して襲爵。1926年（大正15年）には郷里の小城銀行頭取に就任した。この銀行は、小城士族らが鍋島直虎の支援を受けて設立した第九十七国立銀行を前身とする銀行であり、小城鍋島家が株式の多くを所有していた。

## 系譜
- 父・鍋島直虎 ‐ 子爵。[4]
- 妻・清子（1884-）- 越前国福井藩最後の藩主である松平茂昭の娘。
- 長男・鍋島直浩（1906-）- 從五位。前妻は公爵一条実孝の娘・重子（離婚後正田文右衛門 (6代)の後妻となる）。
- 二男・三宅直胖（1907-）- 子爵・三宅忠強の養子となる。妻の富子は昭和天皇の叔母にあたる大谷紝子の長女。
- 長女・京子（1913-）- 千葉直五郎の長男・常五郎（日本ゴルフボール製作所社長）に嫁ぐ。義弟に千沢楨治。女子学習院出身で、同級生の鳥尾鶴代、目賀田正子（大倉喜七郎の娘）とともに「学習院の三羽烏」と呼ばれ、彼女らとともに戦後の占領軍将校らの接待要員としてパーティを渡り歩いたことでも知られる[5]。
- 二女・福子（1914-）- 伯爵・山田顕貞に嫁ぐ。
- 異母妹・好子（1896-） ‐ 和倉温泉の多田屋旅館三代目・多田喜教の妻。鍋島家の元運転手だった多田と駆け落ち結婚したが、41歳で源泉転落死[6]。
- 異母妹・慶子（1899-）- 鍋島直虎の二女。子爵・本多忠昭に嫁ぐ。
- 異母妹・鏉子（としこ、1902-）- 鍋島直虎の三女。男爵・毛利元良に嫁いだ。
- 異母弟・鍋島直顕 ‐ 鍋島直昶の父